# Verlinghem
Verlinghem é uma comuna francesa na região administrativa de Altos da França, no departamento do Norte. Estende-se por uma área de 10.08 km². Em 2010 a comuna tinha 2 530 habitantes (densidade: 251 hab./km²).